# Keltenherz

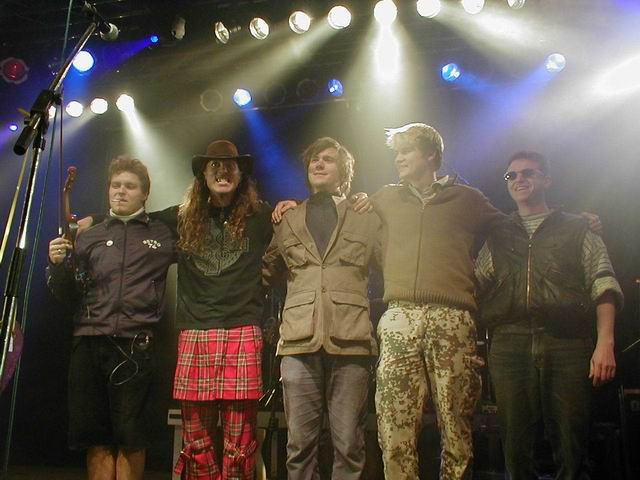
Keltenherz

Keltenherz ist eine deutsche Band, deren Stil sich zwischen Gothic, Folk, Rock, Metal, Elektronik und Musik der Mittelalterszene bewegt. Gegründet wurde die Band im Jahr 2006 von Michael M. Jung, dem Bandleader der Celtic-Folk-Band Garden of Delight. 

## Hintergrund
Keltenherz hatte seinen ersten Auftritt beim 1000. Konzert (Jubiläumskonzert) der Band Garden Of Delight am 6. Mai 2006 in der Weststadthalle in Bensheim. Da Garden of Delight (G.O.D.) immer schon einige Gothic-angehauchte Titel auf ihren Alben veröffentlichte, nahm Michael M. Jung das 1000. Konzert von Garden of Delight (G.O.D.) zum Anlass, Keltenherz zu gründen und auf die Bühne zu bringen. 

## Diskografie
- Gothicca (2005)
- Der König der Bettler (2005)
- Küss mich (2006)
- Tarot (2013)